# Wickerhamomyces mucosus
Wickerhamomyces mucosus är en svampart som först beskrevs av Wick. & Kurtzman, och fick sitt nu gällande namn av Kurtzman, Robnett & Basehoar-Powers 2008. Wickerhamomyces mucosus ingår i släktet Wickerhamomyces, ordningen Saccharomycetales, klassen Saccharomycetes, divisionen sporsäcksvampar och riket svampar.   Inga underarter finns listade i Catalogue of Life.